# Condado de Calhoun (Flórida)
O condado de Calhoun (em inglês:  Calhoun County) é um dos 67 condados do estado americano da Flórida. A sede e cidade mais populosa do condado é Blountstown. Foi fundado em 26 de janeiro de 1838.

## Geografia
De acordo com o United States Census Bureau, o condado possui uma área de 1 487 km², dos quais 1 469 km² estão cobertos por terra e 18 km² por água.

## Demografia
Segundo o censo nacional de 2010, o condado possui uma população de 14 625 habitantes e uma densidade populacional de 10 hab/km². Possui 5 999 residências, que resulta em uma densidade de 4,1 residências/km².
Das duas localidades incorporadas no condado, Blountstown é a mais populosa e a mais densamente povoada, com 2 514 habitantes e densidade populacional de 306,2 hab/km². Altha é a menos populosa, com 536 habitantes, ainda assim, de 2000 para 2010, a população cresceu 6%.